# ماهی کتانجک
ماهی کتانجک (نام علمی: Chironemidae) نام یک تیره از زیرراسته سوف‌ماهی‌شکلیان است.